# دائرة بومدفع
دائرة بومدفع إحدى دوائر ولاية عين الدفلى الجزائرية. عاصمتها هي بومدفع وتضم بلديات : 
- بومدفع
- الحسينية